# Dve Mogili
Dve Mogili (bulgariska: Две могили) är en stad i kommunen Dve Mogili i Bulgarien. Den hade 4 027 invånare år 2014.